# پاترکوزه
پاترکوزه (به لهستانی:  Patrykozy) یک روستا در لهستان است که در گمینا بیلانه واقع شده‌است.